# 商阜铁路
商阜铁路又称为商阜线，是中华人民共和国一条从河南商丘通往安徽阜阳的客货共运铁路，全长174.88公里，共有17个车站，是国家 I 级铁路干线，最高运营时速为160KM/H。于1989年10月开通运营，是京九铁路长江以北部分最先建成通车的部分，也被视为华东铁路第二通道的一部分。

## 历史
北京至九江铁路于1958年开始构思，商丘至阜阳段由铁四院设计，1958年至1979年间曾作过八次不同阶段的勘测设计工作，1983年11月再次完成初步设计，同年12月获铁道部鉴定。次年6月，铁四院根据铁道部的鉴定意见，按一次双线路基、单线铺轨进行施工设计。1984年9月，接铁道部通知，国家调整基本建设项目，商阜线停建，1985年2月铁道部又命令停止设计。1984年12月19日，中华人民共和国与英国签订了关于香港前途问题的《中英聯合聲明》，声明中為確保中港兩地關係，原铁道部副部长邓存伦当时提出：“将北京至九江铁路（小京九方案）延长至香港九龙（大京九方案），並力争在1997年7月1日香港回归祖国时全线贯通。”
20世纪80年代中期，华东地区的铁路运输十分紧张，唯一由北部通往华东的通道京沪线通过能力已经饱和，限制了客货运输的发展，上海铁路局为此于1986年初向铁道部提出《关于“七五”华东铁路建设的建议》专题报告，铁道部同年1月要求对商阜线进行复查，1986年2月正式提出“中取华东”建设目标。铁四院1986年5月写出复查报告，同年10月获铁道部批复。1986年8月，铁道部在山海关召开华东路网建设论证会，经充分论证后得出“尽快强化改造主要通道，积极打通新的通道，逐步建立必要的后备能力，增强运输工作回旋余地”这一结论，要求必须开辟由商阜（青阜）、阜淮、淮南、芜裕轮渡、皖赣及宣杭线组成的通往华东的第二通道。
1986年10月，中国国务院副总理万里在杭州主持召开华东地区铁路建设会议，决定“七五”期间，铁道部把全国铁路建设总投资的1/5用于华东，其中包括新建商（丘）阜（阳）线与阜淮线连接的工程。作为北京至九江铁路的商丘至阜阳段以及华东二通道的起始部分，总长174.88公里的商阜铁路率先在1987年10月全线开工，1989年3月19日全线铺轨贯通，10月1日开通临时货运业务，1992年10月2日开通客运。1993年6月，商阜段开始修建双线，1995年12月双线竣工:82。